# Alainen Hangasjärvi
Alainen Hangasjärvi eller Hangasjärvi är en sjö i Finland. Den ligger i kommunen Salla i landskapet Lappland, i den nordöstra delen av landet, 700 km norr om huvudstaden Helsingfors. Alanen Alainen Hangasjärvi ligger 287 meter över havet. Arean är 26,7 hektar och strandlinjen är 2,98 kilometer lång. Sjön  ingår i Koundaälvens huvudavrinningsområde. 